# Субботина, Зинаида Алексеевна
Зинаи́да Алексе́евна Суббо́тина (урождённая Иго́шина; 24 октября 1924, Котельничский уезд, Вятская губерния — 7 апреля 2015, Кирово-Чепецк, Кировская область) — советский, российский учитель географии, педагог-новатор. Заслуженный учитель школы РСФСР (1969). Народный учитель СССР (1979).

## Биография
Зинаида Субботина родилась в деревне Игошата вблизи села Макарье (ныне в Макарьевском районе Кировской области). 
С 1942 по 1946 год училась в Московском областном педагогическом институте.
Получив диплом учителя географии, работала в Машковской средней школе Рязанской области, с 1950 года — в Мароярославце Калужской области, затем — в Переяславле-Залесском Ярославской области, преподавая в дневной и вечерней школах, являясь методистом в педагогическом техникуме и руководителем педагогической практики.
В 1955 году вместе с мужем переехала в Кирово-Чепецк, где работала в школе № 1, с 1963 — в школе № 8 (ныне — Центр образования имени Алексея Некрасова), вплоть до ухода на заслуженный отдых в 1988 году.
Зинаида Алексеевна Субботина скончалась 7 апреля 2015 года. Похоронена в Кирово-Чепецке.

## Педагогическое творчество
Основные идеи педагогического творчества З. А. Субботиной совпали с идеями педагогов-новаторов, ставших известными в 1980-е годы и названных технологией исследовательской проектной деятельности. По её мнению, основой успешного обучения выступает необходимость становления у детей опыта саморазвития в школьные годы.
Создала вместе с учениками первый в Кировской области кабинет географии, оформленный с учётом достижений педагогической науки и практики. Минералогическая витрина кабинета составила более 1000 образцов. Уникальные рукописные сборники учителя являлись прообразом современных рабочих тетрадей для учащихся и принесли ей всесоюзную славу. Организовала переписку учащихся с промышленными и сельскохозяйственными предприятиями по всему Советскому Союзу, в школьном кабинете были собраны образцы их продукции.

## Награды и звания
- Заслуженный учитель школы РСФСР (1969)
- Народный учитель СССР (1979)
- Медаль «За доблестный труд в Великой Отечественной войне 1941—1945 гг.»
- Медаль «В ознаменование 100-летия со дня рождения Владимира Ильича Ленина»
- Медаль «60 лет Победы в Великой Отечественной войне 1941—1945 гг.»
- Значок «Отличник народного просвещения РСФСР»
- Значок «Отличник просвещения СССР»
- «Учитель-методист»[8].
- Почётный гражданин Кирово-Чепецка (2004)[9].

## Память
- С 2009 года в Кировской области проходят областные педагогические чтения имени Народного учителя СССР З. А. Субботиной[6].
- В 2024 году в Кирово-Чепецке решением Кирово-Чепецкой городской думы учреждено почётное звание Лауреат премии имени З. А. Субботиной[10].

## Комментарии
1. ↑  Деревня Игошата[2], относившаяся к Троцкой волости Котельнического уезда, в последующем входила в состав Игошинского сельсовета Макарьевского района, с 1956 — в состав Соболевского сельсовета, с 1997 — в состав Куринского сельского округа Котельничского района Кировской области; упразднена 24.06.2004 года[3].